# 1885 en droit
Cet article présente les faits marquants de l'année 1885 en droit.

## Naissances
- Emmanuel Gounot, juriste français (décédé en 1960)